# Carboni 13
El carboni 13 (13C o C-13) és un isòtop estable natural del carboni i un dels isòtops ambientals, car forma part en una proporció de l'1,1% de tot el carboni natural de la Terra. Té set neutrons en lloc dels sis habituals en el carboni.

## Detecció perespectroscòpia NMR
A causa de les seves propietats dels espíns nuclears, amb un espín de +1/2, com l'àtom d'hidrogen, aquest isòtop respon a un senyal ressonant de radiofreqüència (RF). L'absorció i emissió del senyal RF pels nuclis atòmics pot ser monitoritzada i detectada utilitzant espectroscòpia de ressonància magnètica nuclear, més coneguda com a espectroscòpia NMR. Aquesta és una tècnica que dona informació de la identitat i nombre d'àtoms adjacents a altres àtoms en aquesta molècula, donant l'agrupació de l'estructura d'una molècula orgànica. Des que 12C té "espín zero", no dona un senyal NMR, i només l'1% dels àtoms d'una molècula són 13C, no és desitjable que l'acoblament carboni-carboni es vegi. Per l'adquisició de l'espectre NMR 13C pot tardar d'uns minuts a hores a causa de molts escanejos per aconseguir resultats distingibles del soroll de fons.
En les proteïnes NMR biològica es pot deliberadament marcar amb 13C (i usualment nitrogen 15) per facilitar la determinació de l'estructura de les proteïnes.
Això és activat per creixement de microorganismes genèticament modificats per expressar la proteïna en un medi de creixement amb glucosa marcada amb 13C com única font de carboni. En aquesta via, les proteïnes amb un contingut de 13C del 100% poden produir-se.

## Detecció per espectrometria de masses
Un espectrograma de massa d'un compost orgànic usualment contindrà un petit pic d'una unitat de massa més gran que el pic molecular aparent de l'ió (M). Això es coneix com el pic M+1 i s'origina a causa de la presència d'àtoms de 13C. Una molècula que contingui un àtom de carboni s'esperarà que tingui un pic M+1 d'aproximadament 1,1% de la mida del pic M com aquell 1,1% d'àtoms de carboni seran 13C més que 12C. De la mateixa manera una molècula amb dos àtoms de carboni tindrà un pic M+1 d'aproximadament 2,2% de la mida del pic M, sent doble per la completa probabilitat que la molècula contingui un àtom de 13C.
Més amunt s'han simplificat la matemàtica i la química, tanmateix es pot utilitzar efectivament per donar el nombre d'àtoms de carboni de molècules de mida petita a mitjana. En la següent fórmula, el resultat hauria d'arrodonir-se a l'enter més proper:

{\displaystyle C={\frac {100Y}{1.1X}}}

on C és el nombre d'àtoms de C, X és l'amplitud del pic de l'ió M i I és l'amplitud del pic de ió M+1.
Els compostos enriquits de 13C s'utilitzen en estudis de processos metabòlics per mitjà de l'espectrometria de masses. Tals compostos són segurs a causa del fet que no són radioactius. A més, el 13C s'utilitza per quantificar proteïnes (proteòmica quantitativa). Una altra important aplicació és marcar isòtops estables amb aminoàcids en cultiu de cèl·lules (acrònim en anglès: SILAC).

## Ús científic
Degut al diferent grau de captació de l'isòtop 13C tant per part de plantes com per part de carbonats marins, és possible usar la seva signatura isotòpica en ciències de la terra. En el camp de la geoquímica de l'aigua, s'utilitza l'indicador δ13C per identificar la procedència de l'aigua en aigües superficials i subterrànies. Això és degut al fet que l'índex δ13C pren valors pel carboni atmosfèric, aquell present en carbonats i el derivat de les plantes que són tots ells diferents del valor estàndard, el Pee Dee Belemnite (PDB). Es tracta d'un estàndard de referència entre les relacions isotòpiques de 13C i 12C, en unitats de per mil, ‰. Pren el seu nom de la cloïssa de Belemnitella americana trobada a Pee Dee, Carolina del Sud (EUA), i que data del període Cretaci. Aquest material tenia una relació 13C:12C anòmalament alta, 0.0112372, i va ser establert com el valor zero de l'índex δ13C. Això fa que la majoria de restes naturals tinguin un valor δ13C negatiu. Els estàndards s'utilitzen per verificar l'exactitud de l'espectroscòpia de masses; com que els estudis d'isòtops es van anar fent més comuns, la demanda de l'estàndard PDB en va esgotar el subministrament. Altres estàndards calibrats en la mateixa proporció, entre ells un conegut com VPDB (per "Viena PDB"), han substituït l'original.
La definició de l'índex δ13C és:
{\displaystyle \mathrm {\delta ^{13}C} =\left({\frac {\left({\frac {^{13}C}{^{12}C}}\right)_{mostra}}{\left({\frac {^{13}C}{^{12}C}}\right)_{estandard}}}-1\right)\ *1000\ ^{o}\!/\!_{oo}}
en què l'estàndard està relacionat amb el PDB.
L'índex δ13C canvia amb les variacions en la producció primària i la quantitat de carboni fixada en el sòl. Els organismes capten preferentment 12C, que és més lleuger, i tenen un índex δ13C al voltant de -25‰, depenent del seu metabolisme. Per tant, un major índex δ13C en fòssils marins, és indicatiu d'un augment en l'abundància de la vegetació en el moment en què van viure.